# Quechisla
Quechisla ist eine Ortschaft im Departamento Potosí im südamerikanischen Andenstaat Bolivien.

## Lage im Nahraum
Quechisla liegt in der Provinz Nor Chichas und ist zentraler Ort im Cantón Quechisla im Municipio Cotagaita. Quechisla liegt auf einer Höhe von 3431 m am rechten, westlichen Ufer des Río Atocha, der sich flussabwärts mit dem Río Blanco zum Río Cotagaita vereinigt, einem Zufluss zum Río Pilcomayo, der über den Río Paraguay und den Río de la Plata zum Atlantischen Ozean hin entwässert.

## Geographie
Quechisla liegt auf dem bolivianischen Altiplano in den nördlichen Ausläufern der Anden-Gebirgskette der Cordillera de Lípez. Das Klima der Region ist arid und weist ein deutliches Tageszeitenklima auf, bei dem die täglichen Temperaturschwankungen stärker ausfallen als die Temperaturschwankungen im Jahresverlauf.
Die mittlere Jahrestemperatur der Region liegt bei 11 °C (siehe Klimadiagramm Atocha), mit einem Monatsdurchschnittswert von 6–7 °C im Juni/Juli und 13–14 °C von November bis März. Der Jahresniederschlag beträgt niedrige 200 mm, wobei die Monate April bis Oktober nahezu niederschlagsfrei sind. Nur von November bis März fallen nennenswerte Niederschläge, mit einem Maximum von etwa 50 mm Monatsniederschlag im Januar.

## Verkehrsnetz
Quechisla liegt in einer Entfernung von 323 Straßenkilometer südlich von Potosí, der Hauptstadt des Departamentos.
Von Potosí aus führt die asphaltierte Nationalstraße Ruta 1, die vom Titicacasee aus in südöstlicher Richtung bis zur argentinischen Grenze führt, über 37 Kilometer nach Cuchu Ingenio. Von dort aus zweigt die Ruta 7 in südlicher Richtung ab und erreicht über Vitichi und Tumusla nach 203 Kilometern Cotagaita. Die Ruta 7 überquert dann auf einer Brücke den Río Cotagaita, und dort am Nordrand der Ortschaft Llajta Chimpa zweigt eine Nebenstraße in westlicher Richtung von der Ruta 7 ab, verläuft auf der südwestlichen, rechten Flussseite des Río Cotagaita und erreicht Iricsina nach zwölf Kilometern.
Von Iricsina aus folgt man dem Río Cotagaita weitere fünf Kilometer bis zur Ortschaft Cotagaitilla am Río Caiti, einem rechten Nebenfluss des Río Cotagaita, folgt dem Río Caiti weitere sieben Kilometer in südwestlicher Richtung, durchquert den Fluss nach Nordwesten und erreicht nach acht Kilometern den Río Atocha, wo weitere neun Kilometer flussaufwärts die Ortschaft Cienega liegt. Auf den folgenden 39 Kilometern folgt man dem Río Atocha flussaufwärts auf der rechten Flussseite durch eine fast menschenleere Region, bis schließlich an der Mündung des kleinen Río Cobre Mayu die Ortschaft Quechisla auftaucht. Der Fahrweg führt dann flussaufwärts weiter in südlicher Richtung bis nach Atocha.

## Bevölkerung
Die Einwohnerzahl der Ortschaft ist in dem Jahrzehnt zwischen den beiden letzten Volkszählungen um etwa ein Drittel angestiegen:
| Jahr | Einwohner         | Quelle       |
| ---- | ----------------- | ------------ |
| 1992 | keine Detaildaten | Volkszählung |
| 2001 | 37                | Volkszählung |
| 2012 | 49                | Volkszählung |
| 2024 |                   | Volkszählung |

Die Bevölkerung der Region gehört vor allem dem indigenen Volk der Quechua an, 96,1 Prozent der Einwohner im Municipio Cotagaita sprechen Quechua.